# Herman Erkelbout
Herman Erkelbout (Sint-Genesius-Rode, 25 mei 1926 - 24 juni 2016) was een Belgisch kunstschilder en grafisch ontwerper.
Erkelbout volgde van 1942 tot 1949 een opleiding aan de Hogeschool Sint Lukas te Brussel, waar hij les kreeg van onder meer Emiel Vandermosten, Jos De Maegd en Harry Elstrøm.
Behalve door zijn leraren werd hij beïnvloed door het Brabants fauvisme en schilders als Jean Brusselmans en Maurits Van Saene.
Vermelding op de Godecharleprijs in 1951, eerste prijs van de Provincie Brabant in 1953.
Zijn werk bestaat uit eenvoudige composities met huizen, landschappen en mensen, verdroomd in een onwezenlijke rust. De onderwerpen van zijn schilderijen gaan van zeezichten, landschappen in de Borinage, het Pajottenland en het Waals dorpje Beho. Hij schilderde blauwe velden, kanaaldorpen, tot aan vreemde vrouwen voor strandcabines, meisjeshoofden en lege straten. Hij ontwikkelde gedurende zijn loopbaan een synthese tussen het lyrische en het geometrische.
Als grafisch ontwerper maakte hij illustraties en ontwerpen voor behangpapier. Bovendien maakte hij de fresco's in de abdij van Affligem.
De schilder was meer dan vijftig jaar woonachtig en werkzaam in de gemeente Dilbeek.